# Прапор Мангушського району
Пра́пор Мангушського райо́ну — офіційний символ Мангушського району Донецької області, затверджений 21 жовтня 2002 року рішенням № 4/6-50 сесії Амвросіївської районної ради.

## Опис
Прапор являє собою прямокутне полотнище, що має співвідношення сторін 2:3 та розділене горизонтально на дві рівні смуги: нижня блакитна, а верхня вертикально розділена на дві рівновеликі частини — зелену й жовту.

## Інші версії
Джерело наводить інший варіант прапору: нижня смуга має синій колір та на ній розміщено дві тонкі білі хвилясті смуги.